# Cour de la Maison-Brûlée
La cour de la Maison-Brûlée est une voie du 11e arrondissement de Paris, en France.

## Situation et accès
La cour de la Maison-Brûlée est une voie située dans le 11e arrondissement de Paris. Elle débute au 89, rue du Faubourg-Saint-Antoine et se termine en impasse. Cette cour était jadis occupée par de nombreuses entreprises dont Opuscope, une startup experte en réalité virtuelle et mixte. 

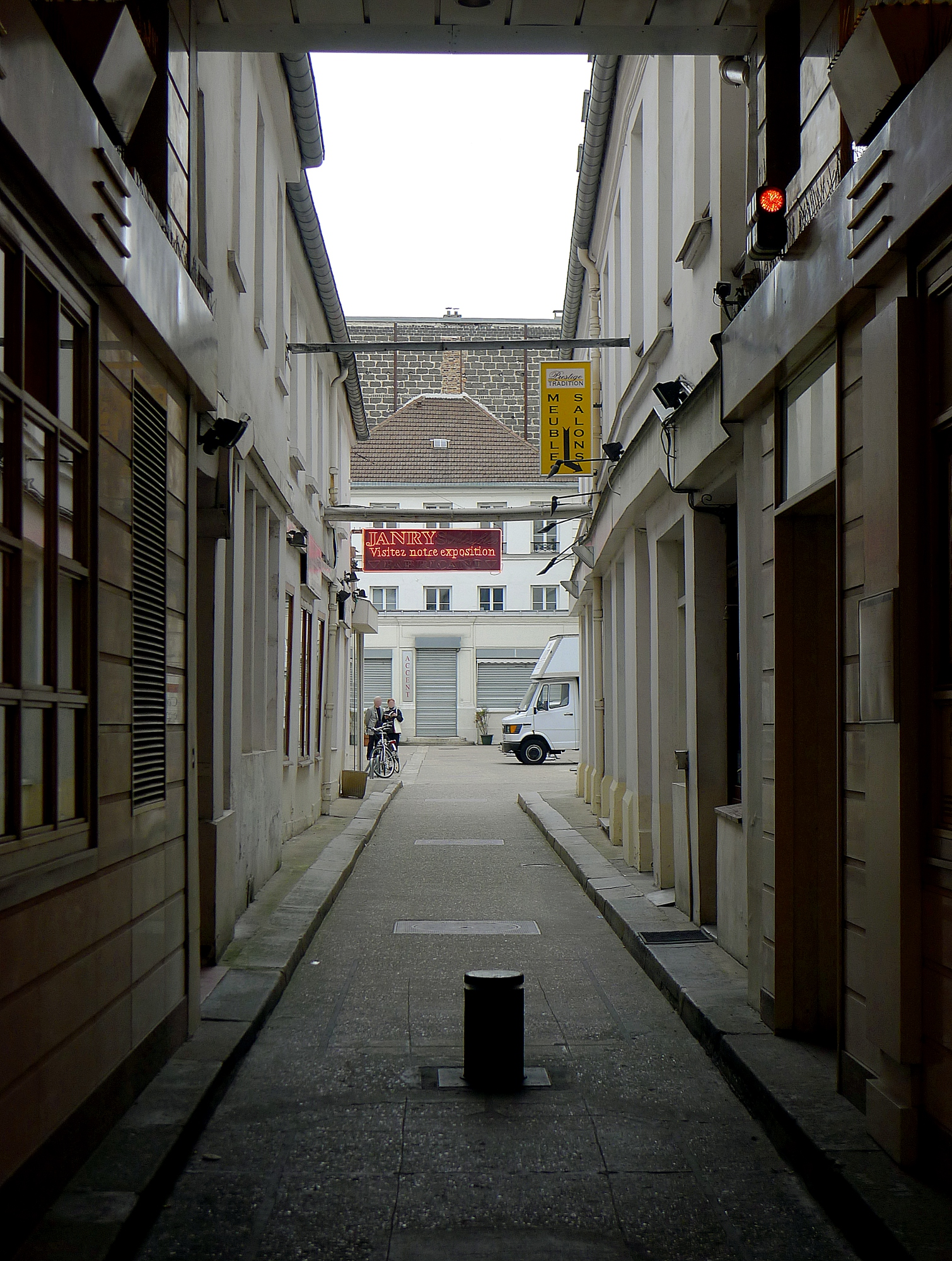
Entrée de la cour.
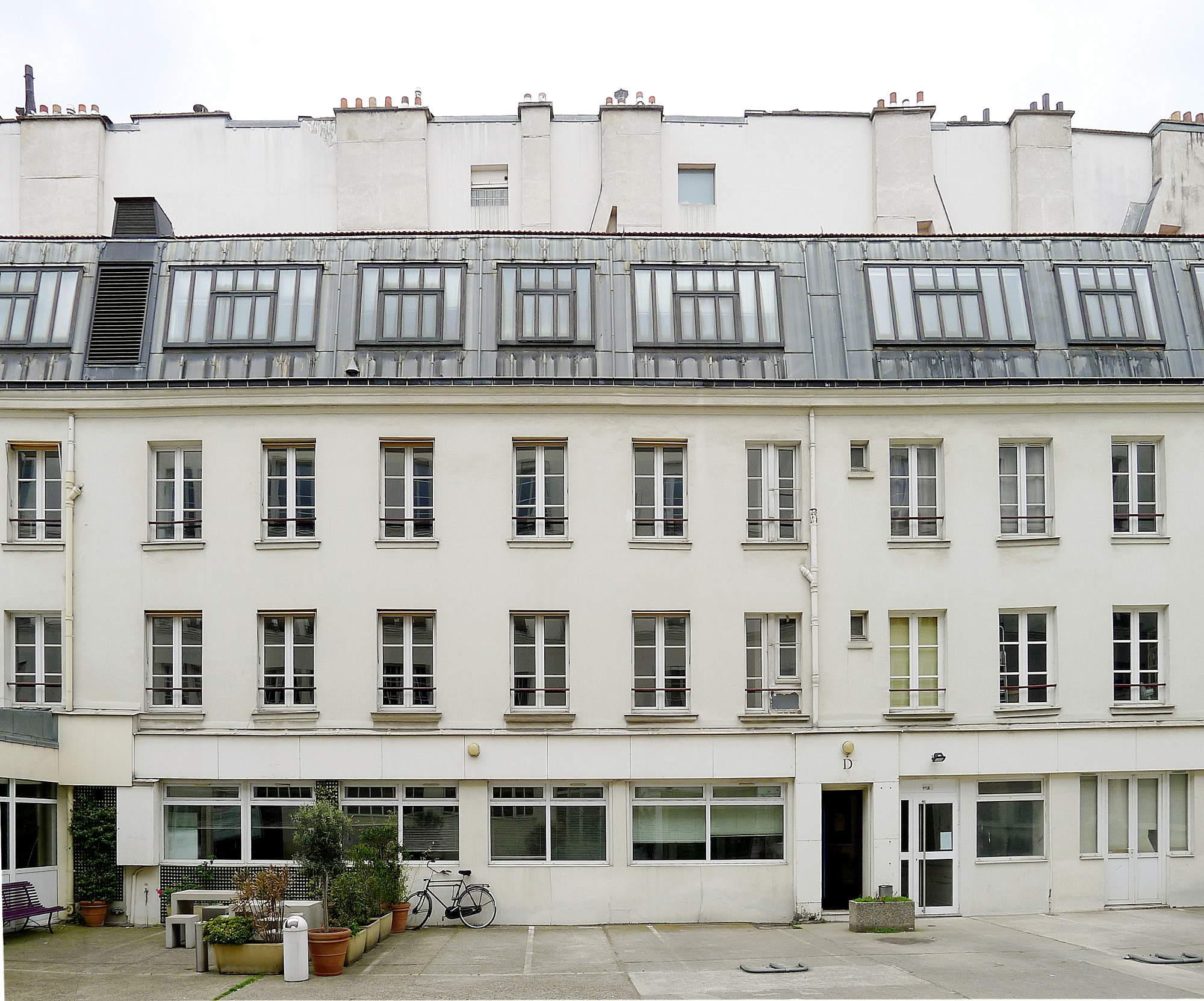
Détail d'un bâtiment.

## Origine du nom
Ainsi nommée parce qu'elle fut formée sur l'emplacement d'une maison incendiée.